# Kamjane (obwód rówieński)
Kamjane (ukr. Кам'яне, hist. pol. Wojtkiewicze) – wieś na Ukrainie, w obwodzie rówieńskim, w rejonie sarneńskim, w hromadzie Berezów. Liczy 1248 mieszkańców. W 2001 liczyła 1344 mieszkańców, spośród których 1337 wskazało jako ojczysty język ukraiński, 6 rosyjski, a 1 białoruski.
W okresie międzywojennym wieś Wojtkiewicze znajdowała się w granicach II RP, wchodząc w skład gminy Berezów w powiecie stolińskim, w województwie poleskim.